# Арбанашка река
Арбанашка река је река у Србији која протиче кроз општину Прокупље. Њен извор је код села Арбанашка, а у Топлицу се улива код Доње Топонице.